# Lazy Y U, Arizona
Lazy Y U, Arizona (енгл. Lazy Y U) насељено је место без административног статуса у америчкој савезној држави Аризона.

## Демографија
По попису из 2010. године број становника је 428.
| Група             | 2000.    | 2010.       |
| Белци             | 0 (0,0%) | 381 (89,0%) |
| Афроамериканци    | 0 (0,0%) | 3 (0,7%)    |
| Азијати           | 0 (0,0%) | 3 (0,7%)    |
| Хиспаноамериканци | 0 (0,0%) | 21 (4,9%)   |
| Укупно            | 0        | 428         |